# Jack Connors
Jack Connors (Brent, 24 ottobre 1994) è un calciatore irlandese, nato in Inghilterra, difensore dell'Hayes & Yeading Utd.

## Caratteristiche tecniche
Terzino sinistro, può giocare anche come esterno sinistro.